# Mărcești, Cluj
Mărcești este un sat în comuna Rișca din județul Cluj, Transilvania, România.